# István Dániel
István Dániel (Született: Kovács István) (Esztergom, 1980. december 14. –) magyar rádiós és televíziós műsorvezető.
Az RTL Gold csatornahangja.

## Életpályája
Az RTL Klubon korábban Reflektor, a Találkozások című műsorokat vezette. Vezetett műsort már a Sláger Rádió-ban, a Rádió Bridge-ben és a Neo FM-ben is. 2014-től a Music FM Önindító című reggeli műsorának egyik műsorvezetője volt. Jelenleg a Manna FM Mindennapi műsorvezetője. 2020 tavaszán felkérést kapott Bochkor Gábortól a Retro Rádión 2020.08.31-én induló új reggeli műsor társműsorvezetői posztjára, amit nem vállalt.

## Műsorai

### Televízióban
- RTL Gold (csatornahang)
- Reflektor
- Találkozások
- Szombat esti láz
- X-Faktor (2010, bemondó)
- Vacsoracsata
- Cennet (narrátor)
- Kalandra fal! (narrátor)

### Rádióban
- Önindító (2014-2019) - Music FM
- Mindennapi (2019- ) - MannaFM[3]